# Jänkäjärvi (sjö i Övertorneå, Lappland, Finland)
Jänkäjärvi eller Jänkkäjärvi är en sjö i Finland. Den ligger i kommunen Övertorneå i landskapet Lappland, i den norra delen av landet, 700 km norr om huvudstaden Helsingfors. Jänkkäjärvi ligger 139,2 meter över havet. Arean är 9,4 hektar och strandlinjen är 3,29 kilometer lång. Sjön  ingår i Torne älvs huvudavrinningsområde. 